# Schefflera avenis
Schefflera avenis là một loài thực vật có hoa trong Họ Cuồng cuồng. Loài này được (Miq.) Harms miêu tả khoa học đầu tiên năm 1894.